# Nurek Kartezjusza
Nurek Kartezjusza – klasyczne doświadczenie pokazowe z fizyki, noszące imię Kartezjusza i ukazujące głównie prawo wyporu hydrostatycznego Archimedesa poprzez bezpośredni pokaz zasady pływania i tonięcia ciał oraz prawo Pascala i znacznie większą ściśliwość gazów niż cieczy.

## Opis doświadczenia
Układ pokazowy składa się z większego, zamkniętego naczynia z wodą wykonanego z dającego się uciskać materiału (jak butelka PET) bądź sztywnego lecz zamkniętego elastyczną, np. gumową, membraną. Wewnątrz pływa nurek - zanurzona otworem w dół szklana fiolka lub probówka wypełniona częściowo wodą, częściowo powietrzem. Proporcje objętości powietrza i wody są tak dobrane aby pływał, lecz blisko granicy tonięcia.
Zanurzenie następuje w chwili ściśnięcia miękkiej obudowy (lub miękkiej części obudowy) zewnętrznej, zaprzestanie jej uciskania skutkuje wypłynięciem nurka. Innym wariantem zmiany ciśnienia jest zamiast ściskania naczynia zaopatrzenie go w manometr wodny z kawałka węża gumowego.

## Wyjaśnienie działania
Podczas konstrukcji nurka w jego wnętrzu pozostawiono trochę powietrza. Jego obecność zapewnia zgodnie z prawem Archimedesa zanurzanie i wypływanie. W „stanie spoczynku” objętość powietrza w nurku jest tak dobrana, że pływa przy powierzchni wody w większym zbiorniku. Wskutek ściskania zewnętrznego zbiornika (zmniejszania jego objętości poprzez ściśnięcie ścianek lub, w przypadku szklanego zbiornika, elastycznej membrany zamykającej wylew) wywieramy dodatkowe ciśnienie na wodę zawartą wewnątrz. W konsekwencji prawa Pascala ciśnienie to jest przenoszone przez wodę na powietrze wewnątrz nurka. Powietrze (dzięki swej ściśliwości) zmniejsza objętość pod wpływem ciśnienia wywieranego przez wodę wtłaczaną do środka nurka. Dzięki temu średnia gęstość nurka, poprzednio mniejsza od gęstości wody staje się większa od niej i nurek zgodnie z prawem Archimedesa tonie. Przy zwolnieniu nacisku na zewnętrzny zbiornik powietrze w nurku rozpręża się, wypychając część wody z nurka, który zmniejsza swą średnią gęstość i wypływa.
Teoretycznie przy pewnym nacisku, kiedy siła wyporu zrównoważy ciężar nurek będzie utrzymywał się na danej głębokości. Jednak w praktyce to jest trudne do osiągnięcia: w takim położeniu dowolna zmiana głębokości zanurzenia nurka zmieni ciśnienie wywierane na bąbel powietrza w nurku a tym samym jego objętość i ilość wypartej przez nurka wody. Przykładowo, jeśli nurek z jakiejkolwiek przyczyny uniesie się (zmniejszy minimalnie głębokość zanurzenia) ciśnienie wywierane na bąbel powietrza zmaleje, wskutek czego powietrze się rozpręży, wypychając więcej wody i zmniejszając średnią gęstość nurka. W efekcie nurek bardziej się podniesie. Analogiczna sytuacja będzie miała miejsce w przypadku minimalnego zwiększenia zanurzenia - nurek będzie tym bardziej tonął. Stan spoczynku nurka pod wodą jest więc stanem równowagi nietrwałej, gdyż dodatnie sprzężenie zwrotne zwiększa dowolne wychylenia z położenia równowagi (nawet te wynikłe z fluktuacji termicznych w układzie). Wszystkie ciśnienia wyższe niż potrzebne do zatopienia nurka będą skutkować jego pójściem na dno i wszystkie niższe będą się kończyć jego wypłynięciem, jednak utrzymanie nurka przez dłuższy czas pływającego na danej głębokości pod wodą wymagać będzie ciągłego regulownia przyłożonego ciśnienia zewnętrznego.

## Wykorzystanie

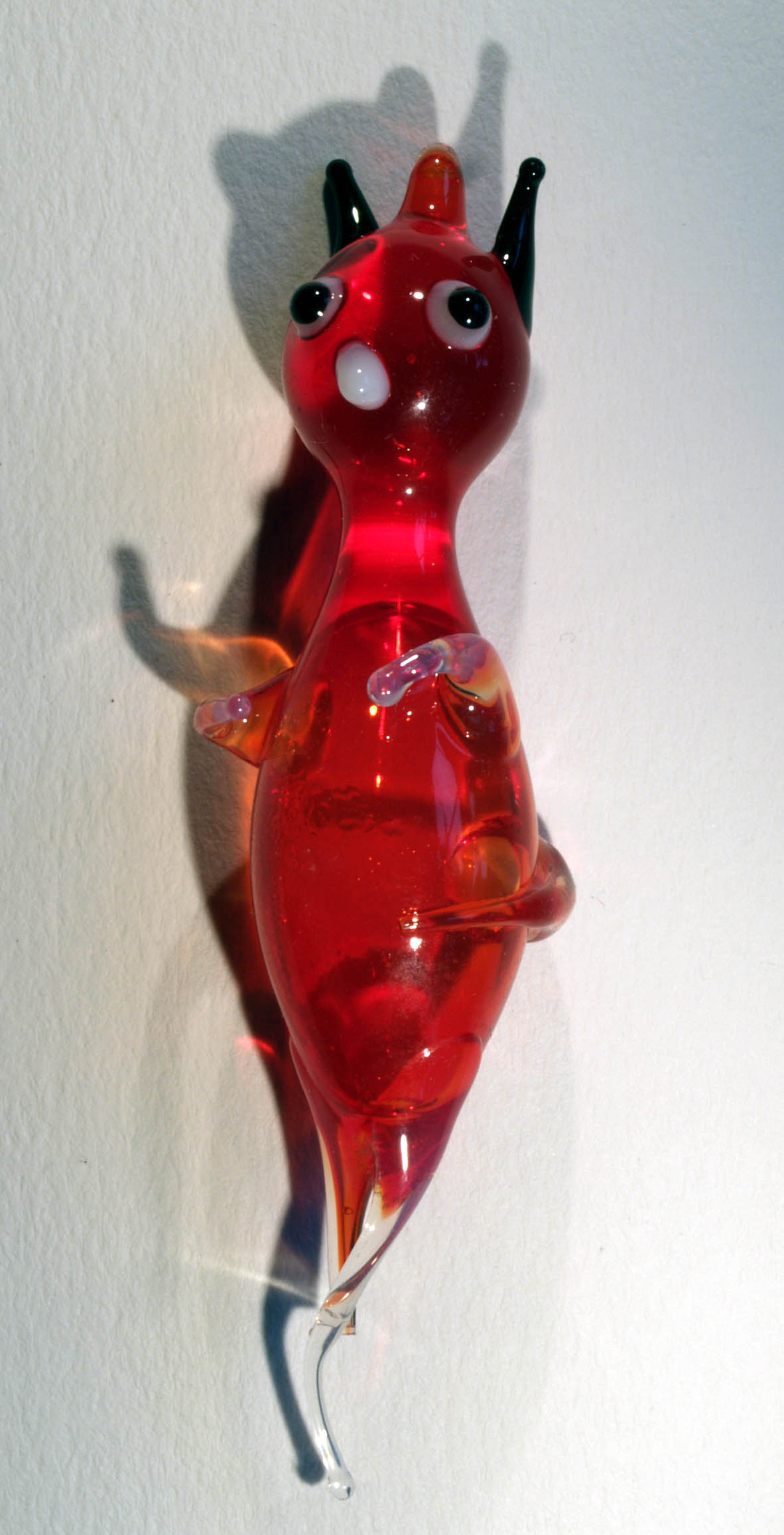
Zabawka z dmuchanego szkła - wodny diabełek

Idea nurka Kartezjusza wykorzystywana jest w budowie małych zabawek, zwanych „tancerzami wodnymi” lub „wodnymi diabełkami”. Zasada działania jest identyczna, tylko zamiast prostej probówki stosowany jest odpowiednio udekorowany obiekt spełniający tę samą funkcję. Jeśli dodatkowo otwór, przez który woda wpływa do nurka podczas zanurzania, jest na końcu skręconego „ogona” (na ilustracji), zanurzanie i wynurzanie nurka połączone jest z jego obrotem wokół własnej osi. 
Urządzenie to znajduje również zastosowanie przy pomiarze ciśnienia cieczy.